# Saint-Quentin-sur-Charente
Saint-Quentin-sur-Charente é uma comuna francesa na região administrativa da Nova Aquitânia, no departamento de Charente. Estende-se por uma área de 14,39 km². Em 2010 a comuna tinha 218 habitantes (densidade: 15,1 hab./km²).